# سفارة كوريا الجنوبية في فرنسا
سفارة كوريا الجنوبية في فرنسا هي أرفع تمثيل دبلوماسي لدولة كوريا الجنوبية لدى فرنسا. تقع السفارة في باريس وهي تهدف لتعزيز المصالح الكورية جنوبية في فرنسا.

## وصلات خارجية
- الموقع الرسمي
- قائمة سفارات كوريا الجنوبية
- قائمة السفارات في فرنسا